# Charitopes sparsus
Charitopes sparsus är en stekelart som beskrevs av Henry Keith Townes, Jr. 1983. Charitopes sparsus ingår i släktet Charitopes och familjen brokparasitsteklar. Inga underarter finns listade i Catalogue of Life.